# セカンド・チャンス (1983年の映画)
『セカンド・チャンス』（Two of a Kind）は1983年のアメリカ合衆国のロマンティック・コメディ映画。監督・脚本はジョン・ハーツフェルド、出演はジョン・トラボルタとオリビア・ニュートン＝ジョンなど、音楽はパトリック・ウィリアムズ。
ポップ歌手、ニュートン＝ジョン出演映画の3作目にあたり、トラボルタとは大ヒット作『グリース』（1978年）と同じ顔合わせだった。
公開当初から批評家からの評価は最低レベルであったが、興行的には期待を下回ったものの利益は上げた。この失敗はトラボルタのキャリアに影を落とし、のちの『パルプ・フィクション』（1994年）で再浮上を果たすまで約10年の歳月を要している
その一方で、サウンドトラックの「Two of a Kind (soundtrack)」は上々の成果を残しており、100万枚を超える売り上げを記録した。さらに、サウンドトラック収録曲の中でもニュートン＝ジョンのシングル「運命のいたずら」 はアメリカのビルボードチャート第5位、オーストラリアのARIAシングルチャート第4位、日本のオリコンシングルチャート第73位を記録した。この曲が非常に好評であったため、本編にそのメロディを取り入れるために公開の直前でサウンドトラック全てを入れ直している。他にも、トラボルタとのデュエット曲「テイク・ア・チャンス」が収録されており、ビルボードのアダルト・コンテンポラリー・チャートでは3位を記録した。

## ストーリー
天国でゴルフをする4人の天使、チャーリー、アール、ゴンザレス、ラス。彼らはここ25年の間、天国の管理を預かっていた。そこへ地球に義憤を覚えた様子の神が戻ってきて、ゴルフは中断させられる。そして神は、地球の歴史をノアの大洪水から全てをやり直すと言い出した。それを聞いた天使たちは再考するよう求め、もし典型的な地球人の男が改心するようなら、人類にも可能性があると証明されるだろうと説得する。ひとまず神はその考えを応諾し、天使たちは典型的な地球人の男にザック・メロンを選んだ。
当のザックは売れない発明家。ヤミ金に追われており、銀行強盗に入ることを決断する。いざ強盗に入ったザックは出納係のデビー・ワイルダーに銃を突きつけるが、彼女は表向きだけ金を渡していた。そのときザックはそれに気付かず、あとになってデビーがくすねていたことを知る。ザックは「盗まれた」金を取り戻すべくデビーの身元を突き止めるのだが、2人は自然と恋に落ちる。

## キャスト
※括弧内は日本語吹替
- ザック・メロン: ジョン・トラボルタ（大塚芳忠）
- デビー・ワイルダー: オリビア・ニュートン＝ジョン（佐々木優子）
- チャーリー: チャールズ・ダーニング（吉水慶）
- ビアズリー: オリヴァー・リード（秋元羊介）
- ラス: ベアトリス・ストレイト
- アール: スキャットマン・クローザース（江原正士）
- スチュワート: リチャード・ブライト（千田光男）
- テリー: トニー・カレム（英語版）
- スカッグス: アーニー・ハドソン
- 神: ジーン・ハックマン[注 1]（滝口順平）
- その他：藤夏子、田原アルノ、伊藤和晃、神代知衣、成田剣、伊井篤史、小島敏彦、幹本雄之、小室正幸、叶木翔子、村田美代子

## 作品の評価

### 映画批評家によるレビュー
Rotten Tomatoesによれば、11件の評論のうち高評価は18%にあたる2件で、平均点は10点満点中4点となっている。Metacriticによれば、5件の評論の全てが低評価で、平均点は100点満点中5点となっている。

### 受賞歴
いずれもノミネートのみ
- 第4回ゴールデンラズベリー賞[8][9][10]
  - 最低作品賞
  - 最低主演男優賞：ジョン・トラボルタ（他の出演作品と合わせて）
  - 最低主演女優賞：オリビア・ニュートン＝ジョン
  - 最低監督賞：ジョン・ハーツフェルド
  - 最低脚本賞：ジョン・ハーツフェルド